# Hieronymus Köhler
Hieronymus Köhler (* 21. Oktober 1713 in Schmalkalden; † 8. Dezember 1774 in Wolfhagen) war ein deutscher Rechtsanwalt und Amtmann.

## Leben
Köhler war der Sohn des Hofbediensteten des Landgrafen Karl, Johannes Köhler (1657–1728) und dessen Ehefrau Anna Katharina geborene Eberhard (* 1675). Köhler, der evangelischer Konfession war, heiratete am 22. März 1741 in Kassel Martha Elisabeth Humpf (* um 1724–1782), die Tochter des Hof-, Gold- und Silberarbeiters Georg Humpf. Aus der Ehe gingen ein Sohn und zwei Töchter hervor. Seine Tochter Amalie Elisabeth Köhler (1743–1785) heiratete 1759 den späteren Vizekanzler in der Regierung in Kassel und in Hanau, Georg Heinrich Krafft.
Nach kränklicher Jugend studierte er ab 1731 Rechtswissenschaften in Halle und setzte das Studium 1733 in Rinteln fort. 1741 wurde er Advokat in Kassel und im gleichen Jahr Auditeur bei den hessischen Truppen. 1743 diente er im Kavallerieregiment »Prinz Maximilian«. Als Angehöriger dieses Regiment nahm er an Feldzügen am Rhein, von 1744 bis 1747 in Bayern und Brabant teil. 1750 nahm er Abschied vom Militärdienst und wurde als Rentmeister im Amt Wolfhagen eingesetzt. 1773 wurde er zum Amtmann dieses Amtes befördert.